# Tetragnatha caudifera
Tetragnatha caudifera este o specie de păianjeni din genul Tetragnatha, familia Tetragnathidae. A fost descrisă pentru prima dată de Keyserling, 1887.
Este endemică în New South Wales. Conform Catalogue of Life specia Tetragnatha caudifera nu are subspecii cunoscute.